# 竹内万理
竹内 万理（たけうち まり、1979年（昭和54年）3月14日 - ）は、東海3県を中心に活躍するレポーター・タレント。愛知県長久手市出身。
名古屋タレントビューロー所属。テレビ、ラジオ以外にもナレーションなども行なっている。
2010年（平成22年）2月14日に結婚した。

## 現在の主な出演番組

### テレビ
- ビビッとワイド（ぎふチャン）
- ぎふチャンワイド タワー43（ぎふチャン）
- エコノミージャーナル（知多メディアスネットワーク）
- とよたNOW（ひまわりネットワーク）
- なごや映像カレンダー（スターキャットチャンネル）

### ラジオ
- 月〜金ラヂオ 2時6時（ぎふチャンラジオ）
- すこやかモーニング（ぎふチャンラジオ）
- スポットニュース（FM愛知）

## 過去の主な出演番組

### テレビ
- あなたの街から（ぎふチャン）
- みの・ひだ!（ぎふチャン）
- すっぴんテレビ（東海テレビ）
- ウォーキング可児（ケーブルテレビ可児）

### ラジオ
- 久野誠のドラゴンズワールド（CBCラジオ）
- 5時からドラゴンズ（CBCラジオ）